# Preussens flagga

Preussens flagga 1701-1935

Preussens flagga hade två horisontella fält, det översta svart, det nedersta vitt. Statsflaggan var vit med en svart örn, vilket var detsamma som Preussens heraldiska vapen. Färgerna svart och vitt är nära förbundna med Preussens historia. Riddarna av Tyska orden bar en vit sköld med svart kors. När Hermann von Salza blev Tysk-romersk riksfurste förlänades han den svarta riksörnen som ett särskilt nådebevis.

## Historisk utveckling

Kungliga Preussens flagga 1466-1772
Hertigliga Preussens flagga 1525-1701
Kungariket Preussens statsflagga 1701-1750
Kungariket Preussens statsflagga 1750-1801
Kungariket Preussens statsflagga 1801-1803
Kungariket Preussens statsflagga 1803-1892
Kungariket Preussens statsflagga 1892-1918
Preussens statsflagga 1918-1933

## Flaggvarianter

Kungariket Preussens örlogsflagga 1816-1819
Kungariket Preussens örlogsflagga 1819-1850
Kungariket Preussens borgerliga flagga 1892-1918
Kungariket Preussens myndighetsflagga 1895-1918
Kungariket Preussens statsfartygsflagga 1895-1918
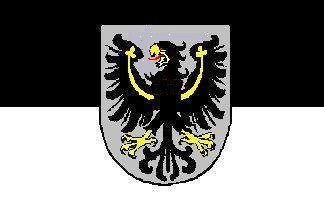
Ostpreussens myndighetsflagga 1882-1935
Preussens myndighetsflagga 1933-1935